# Eleanor Lerman
Pour les articles homonymes, voir Lerman.
Œuvres principales
- Radiomen

Eleanor Lerman, née le 6 janvier 1952 dans le Bronx à New York, est une romancière et poétesse américaine.

## Œuvres

### Romans indépendants
- (en) Janet Planet, 2011
- (en) Radiomen, 2015
- (en) The Stargazer's Embassy, 2017

### Recueil de nouvelles
- (en) Observers and Other Stories, 2002
- (en) The Blonde on the Train, 2009

### Poésie
- (en) Armed Love, 1973
- (en) Come the Sweet by and by, 1975
- (en) The Mystery of Meteors, 2001
- (en) Our Post-Soviet History Unfolds, 2005
- (en) The Sensual World Re-Emerges, 2010
- (en) Strange Life, 2015